# シャープNECディスプレイソリューションズ
シャープNECディスプレイソリューションズ株式会社（英: Sharp NEC Display Solutions, Ltd.）は、東京都港区に本社を置き、ディスプレイ・プロジェクターなどの映像表示装置および映像表示ソリューションの開発、製造、販売を行う企業。

## 概要
2000年1月18日に日本電気と三菱電機のディスプレイ部門の合弁により「NEC三菱電機ビジュアルシステムズ」として設立。設立当初の従業員700名は日本電気ホームエレクトロニクスと三菱電機の双方から出向していた。しかし2005年3月31日をもって三菱電機との合弁解消が発表され、翌日4月1日付で「NECディスプレイソリューションズ株式会社」へ社名変更した。
2007年1月26日、同年4月1日付でのNECグループのプロジェクター製造会社であるNECビューテクノロジー（略称：NVT）との合併が発表された。登記上はNVTにNDSが吸収される形での合併であり、旧NDSは解散となるが、合併と同時にNVTが以前と同じ「NECディスプレイソリューションズ株式会社」（2代目）に社名を変更したため、社名が残ることとなった。
2020年3月25日、同年7月1日付で日本電気が保有している株式の内66%がシャープへ譲渡され、同社の子会社となること、及びそれ以降もNECブランドで販売を継続する予定であることが発表された。株式譲渡が完了した同年11月1日付で、社名を「シャープNECディスプレイソリューションズ株式会社」に変更した。

## 沿革
- 2000年（平成12年）1月18日 - NEC三菱電機ビジュアルシステムズ株式会社（NMV）設立。
- 2005年（平成17年）
  - 3月31日 - 三菱電機との合弁を解消。
  - 4月1日 - NECの完全子会社となり、NECディスプレイソリューションズ株式会社（初代）に社名変更。
- 2007年（平成19年）4月1日 - NECビューテクノロジー株式会社（NVT）が初代NDSを吸収合併し、NECディスプレイソリューションズ株式会社（2代目）となる。
- 2020年（令和2年）11月1日 - NECが保有している株式の内66%がシャープへ譲渡され、シャープNECディスプレイソリューションズ株式会社（SNDS）に社名変更。

## 事業所
- 本社：東京都港区三田1-4-28 三田国際ビル
- 湘南テクニカルセンター：神奈川県足柄上郡大井町西大井686-1
- 奈良事業所：奈良県大和郡山市美濃庄町492